# Hydrodendron gardineri
Hydrodendron gardineri is een hydroïdpoliep uit de familie Haleciidae. De poliep komt uit het geslacht Hydrodendron. Hydrodendron gardineri werd in 1922 voor het eerst wetenschappelijk beschreven door Jarvis. 